# Astragalus pringlei
Astragalus pringlei är en ärtväxtart som beskrevs av Sereno Watson. Astragalus pringlei ingår i släktet vedlar, och familjen ärtväxter. Inga underarter finns listade i Catalogue of Life.